# Vier (Perfect Beings)
Vier is het derde studioalbum van Perfect Beings. Het volgde op Perfect Beings en Perfect Beings II, die beide in eigen beheer werden uitgegeven. Naar aanleiding van II kreeg de band een platencontract bij InsideOut Music. Vier verwijst naar het aantal hoofdstukken op het album.

## Inleiding
Onder leiding van muziekproducenten Johannes Luley en Jese Nason (die laatste allen op Vibrational) werd het album opgenomen in My Sonic Temple in Los Angeles. Er werd gekozen voor vier hoofdstukken verdeeld in secties. De vier stukken kwamen elk op één kant van een elpee terecht; hetgeen direct een vergelijking opriep met Tales from Topographic Oceans van Yes. Op de cd en voor streamingdiensten werden de hoofdstukken in die secties geknipt. Perfect Beings zag in de aanduiding progressieve rock de mogelijkheid allerlei stijlen uit dat genre en daaraan grenzend aan bod te laten komen. Zo zijn er fragmenten met rock, jazz, fusion, postrock, ambient en elektronische muziek te onderscheiden. Enkele voorbeelden:
- The blue lake of understanding laat naast progressieve rock ook ambient horen
- A new pyramid vertoont harmoniezang zoals Gentle Giant dat liet horen
- The permission tree is beïnvloed door klassieke muziek van Sergej Rachmaninov en Claude Debussy
- The system and beyond is beïnvloed door elektronische muziek uit de stal van Klaus Schulze en Tangerine Dream, waarbij ook de synthesizer Moog System 35 uit de jaren zeventig is te horen
- The wave of the dragon laat traditionele Oosterse muziekinstrumenten horen zoals de koto en erhu

Ryan Hurtgen, hij schreef de teksten die een uitgangspunt vormde voor de muziek, lichtte het centrale tekstueel thema van het album toe bij de interview door IO Pages en verwees naar de aanpassing van de mens aan de moderne technologische ontwikkelingen: 
de bewustwording van mensen die te maken hebben met machines en technologie , een meditatie over onze strijd en triomfen in ons leven in de moderne wereld.
Prefect Beings ging na de uitgifte van het album op tournee, waarbij Sean Reinert achter de drums plaatsnam in plaats van Ben Levin. Het album haalde voor zover bekend nergens de albumlijsten. In 2019 bij de voorbereidingen voor de opvolger, kwamen muzikale meningsverschillen aan het oppervlak en hief de band zich op.

## Musici

### Perfect Beings
- Ryan Hurtgen – zang, achtergrondzang, toetsinstrumenten
- Johannes Luley – gitaren, basgitaar, toetsinstrumenten, achtergrondzang
- Jesse Nason – toetsinstrumenten

### Gastmusici
- Ben Levin – drumstel, percussie
- Max Kaplan – sopraansaxofoon, baritonsaxofoon (1-8), tenorsaxofoon (14-18)
- Robin Hathaway – achtergrondzang (1-18)
- Christian Hammer – Vienna Symphonic Library (5-8)
- Gina Luciani – dwarsfluit, altfluit, basfluit (5-8)
- Jay Mason – hobo (5-8)
- Christina LaRocca – achtergrondzang (5-8, 9-13)
- Amit Sharma – tabla (5-8)
- David Henry – cello, altviool (5-8)
- Fred Doube – basgitaar (14-18)
- Dave Richard – trompet, flugelhorn, trombone (14-18)
- Yanran He – erhu (14-18)
- Yuki Yasuda – koto (14-18)

## Muziek
De teksten zijn van Hurtgen; hij was grotendeels verantwoordelijk voor de muziek bij Guedra, Luley voor The golden arc, Nason voor Vibrational. Anunnaki kwam vanuit een groepsproces.

| Nr. | Titel                                             | Duur |
| --- | ------------------------------------------------- | ---- |
| 1.  | Guedra (part 1: A new pyramid)                    | 4:55 |
| 2.  | Guedra (part 2: The blue lake of understanding)   | 2:55 |
| 3.  | Guedra (part 3: Patience)                         | 4:23 |
| 4.  | Guedra (part 4: Enter the center)                 | 6:09 |
| 5.  | The golden arc (part 1: The permission tree)      | 7:53 |
| 6.  | The golden arc (part 2: Turn the world off)       | 2:14 |
| 7.  | The golden arc (part 3: America)                  | 1:52 |
| 8.  | The golden arc (part 4: For a pound of flesh)     | 4:49 |
| 9.  | Vibrational (part 1: The system and beyond)       | 6:51 |
| 10. | Vibrational (part 2: Mysteries, not answers)      | 2:49 |
| 11. | Vibrational (part 3: Altars of the Gods)          | 3:27 |
| 12. | Vibrational (part 4: Everywhere at once)          | 1:40 |
| 13. | Vibrational (part 5: Insomnia)                    | 3:31 |
| 14. | Anunnaki (part 1: Lord Wind)                      | 2:04 |
| 15. | Anunnaki (part 2: Patterns of light)              | 3:14 |
| 16. | Anunnaki (part 3: A compromise)                   | 5:42 |
| 17. | Anunnaki (part 4: Hissing the wave of the dragon) | 4:12 |
| 18. | Anunnaki (part 5: Everything’s falling apart)     | 3:30 |